# Leandro Aparecido da Silva
Leandro Aparecido da Silva (Cáceres, 8 de abril de 1976) es un jinete brasileño que compite en la modalidad de doma. Ganó dos medallas de bronce en los Juegos Panamericanos, en los años 2015 y 2019.

## Palmarés internacional
| Juegos Panamericanos | Juegos Panamericanos | Juegos Panamericanos | Juegos Panamericanos |
| Año                  | Lugar                | Medalla              | Categoría            |
| -------------------- | -------------------- | -------------------- | -------------------- |
| 2015                 | Toronto (Canadá)     | Medalla de bronce    | Por equipos          |
| 2019                 | Lima (Perú)          | Medalla de bronce    | Por equipos          |